# Carmen (film fra 1915)
 For alternative betydninger, se Carmen. (Se også artikler, som begynder med Carmen)
Carmen er en amerikansk stumfilm fra 1915 af Raoul Walsh.

## Medvirkende
- Theda Bara som Carmen
- Einar Linden som Don Jose
- Carl Harbaugh som Escamillo
- James A. Marcus som Dancaire
- Emil De Varney som Morales